# Hidetoshi Nishijima
Hidetoshi Nishijima, född 29 mars 1971 i Hachioji, är en japansk skådespelare.
Nishijima har bland annat medverkat i TV-serien Sunny. Han har även medverkat i filmen Det blåser upp en vind.

## Filmografi (urval)
- 2013 – Det blåser upp en vind
- 2021 – Drive My Car
- 2024 – Sunny (TV-serie)